# Santa Maria (Lagos)
Santa Maria é uma área dentro cidade portuguesa e do Município de Lagos que foi sede da extinta Freguesia de Santa Maria, freguesia que tinha 9,35 km² de área e 8 046 habitantes (2011), e, por isso, uma densidade populacional de 860,5 h/km².
A Freguesia de Santa Maria foi extinta em 2013, no âmbito de uma reforma administrativa nacional, para, em conjunto com a Freguesia de São Sebastião, formar uma nova freguesia denominada União das Freguesias de Lagos (São Sebastião e Santa Maria) com a sede em Lagos (São Sebastião).
Era limitada por São Sebastião a Norte e Luz a Oeste e pelo Oceano Atlântico a Sul e Leste.

## Património
- Antigo edifício da Portagem ou Quartel dos Remadores da Alfândega[4]
- Convento de Nossa Senhora do Carmo ou Igreja das Freiras Carmelitas
- Edifício Oficina do Espingardeiro ou Armazém do Espingardeiro
- Farol da Ponta da Piedade
- Forte da Ponta da Bandeira ou Forte de Nossa Senhora da Penha de França[5]
- Muralhas e torreões de Lagos[6]
- Mercado de Escravos ou Vedoria

## População

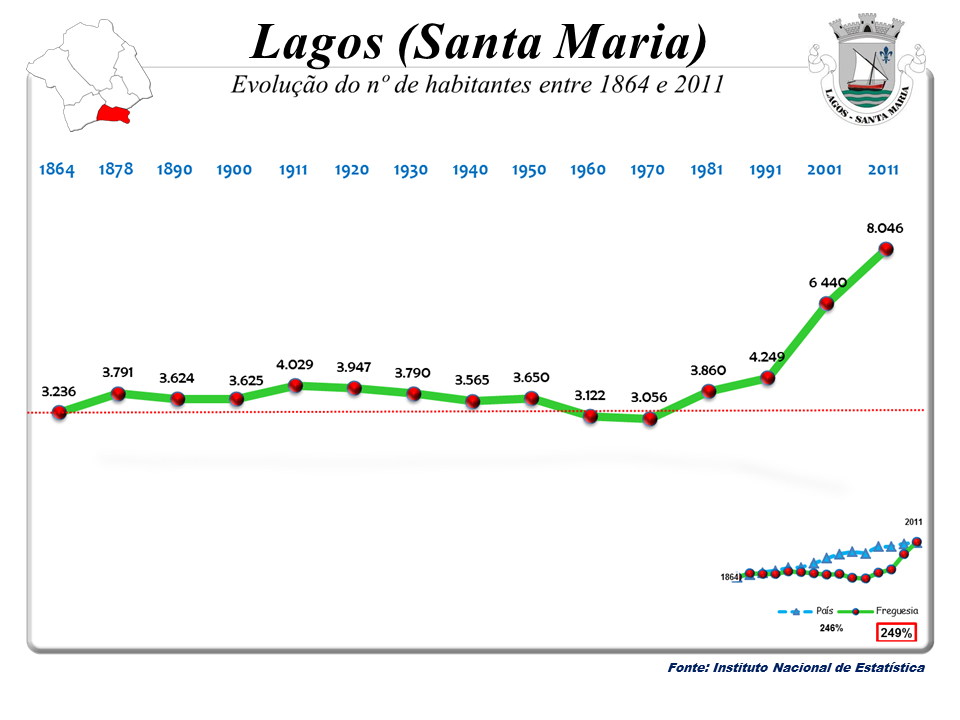
Evolução da População 1864 / 2011

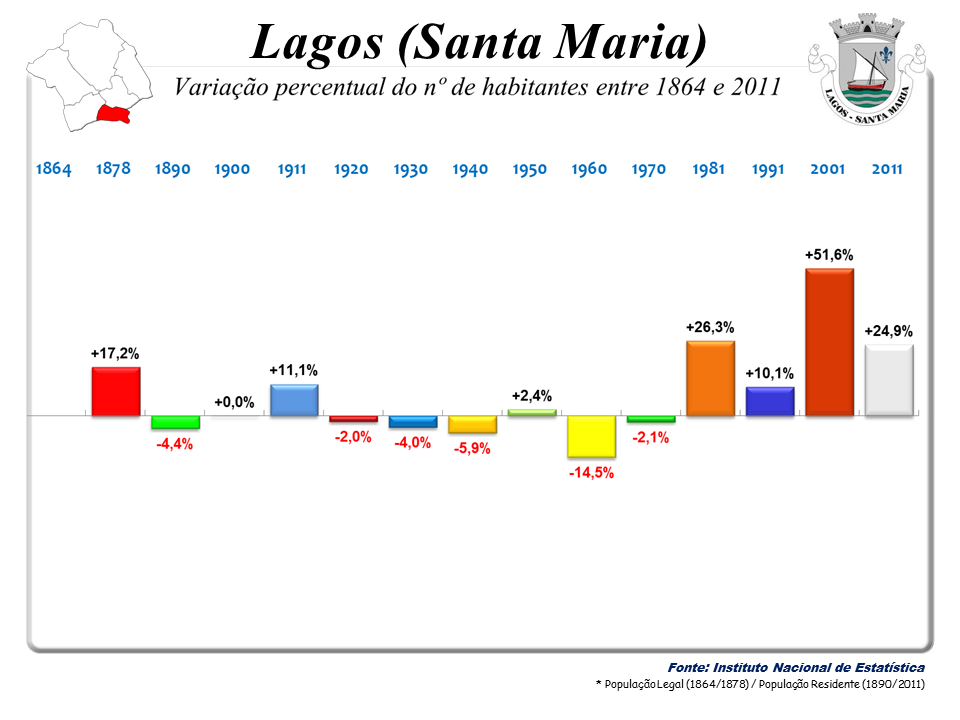
Variação da População 1864 / 2011

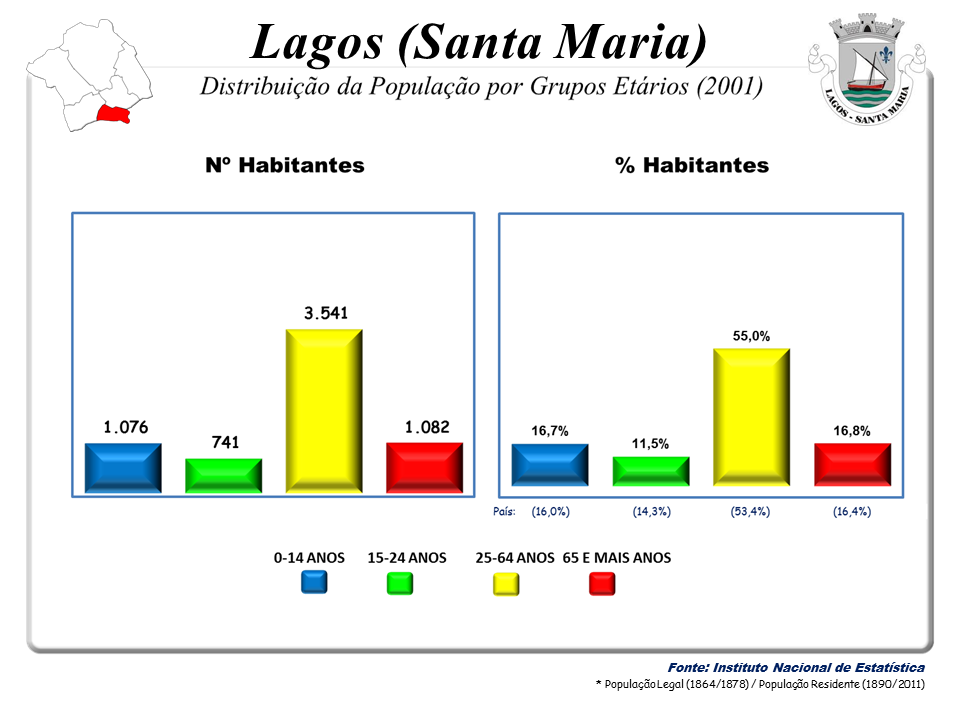
A População em 2001

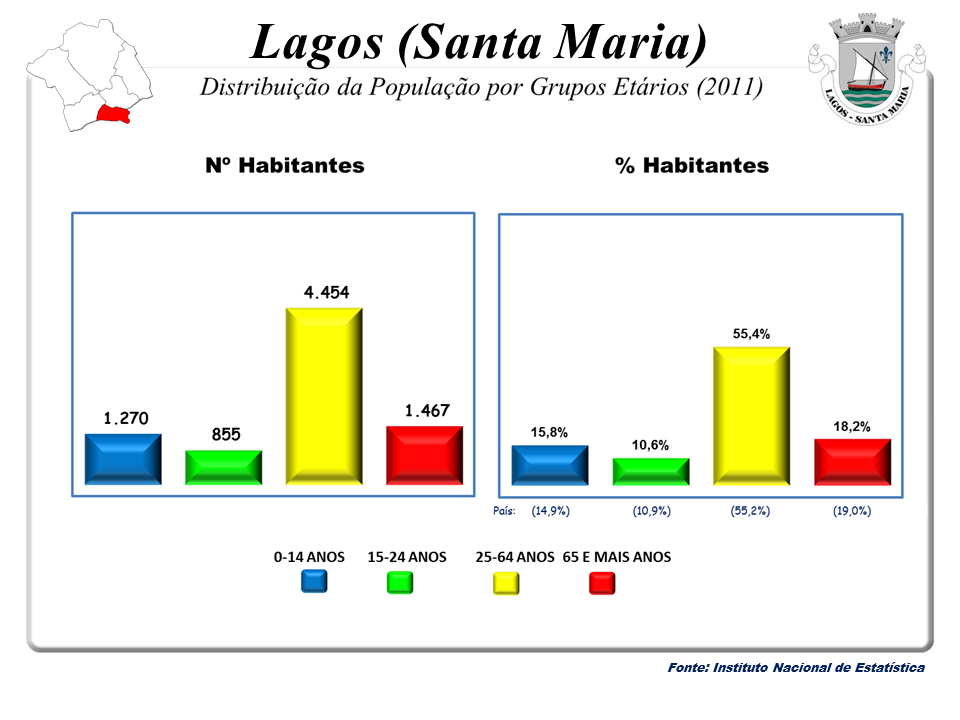
A População em 2011

| População da freguesia de Lagos (Santa Maria) | População da freguesia de Lagos (Santa Maria) | População da freguesia de Lagos (Santa Maria) | População da freguesia de Lagos (Santa Maria) | População da freguesia de Lagos (Santa Maria) | População da freguesia de Lagos (Santa Maria) | População da freguesia de Lagos (Santa Maria) | População da freguesia de Lagos (Santa Maria) | População da freguesia de Lagos (Santa Maria) | População da freguesia de Lagos (Santa Maria) | População da freguesia de Lagos (Santa Maria) | População da freguesia de Lagos (Santa Maria) | População da freguesia de Lagos (Santa Maria) | População da freguesia de Lagos (Santa Maria) | População da freguesia de Lagos (Santa Maria) |
| --------------------------------------------- | --------------------------------------------- | --------------------------------------------- | --------------------------------------------- | --------------------------------------------- | --------------------------------------------- | --------------------------------------------- | --------------------------------------------- | --------------------------------------------- | --------------------------------------------- | --------------------------------------------- | --------------------------------------------- | --------------------------------------------- | --------------------------------------------- | --------------------------------------------- |
| 1864                                          | 1878                                          | 1890                                          | 1900                                          | 1911                                          | 1920                                          | 1930                                          | 1940                                          | 1950                                          | 1960                                          | 1970                                          | 1981                                          | 1991                                          | 2001                                          | 2011                                          |
| 3 236                                         | 3 791                                         | 3 624                                         | 3 625                                         | 4 029                                         | 3 947                                         | 3 790                                         | 3 565                                         | 3 650                                         | 3 122                                         | 3 056                                         | 3 860                                         | 4 249                                         | 6 440                                         | 8 046                                         |

; 
;                
;
;

## Praias
- Praia de Dona Ana
- Praia da Ponta da Piedade
- Praia do Porto de Mós
- Praia dos Pinheiros